# Fortune (tạp chí)
Fortune là một tạp chí kinh doanh đa quốc gia, do Time Inc. phát hành và sở hữu, công ty có trụ sở ở thành phố New York. Fortune Media Group Holdings, thuộc sở hữu của doanh nhân Thái Lan Chatchaval Jiaravanon, là nhà xuất bản. Ấn phẩm được thành lập bởi Henry Luce vào năm 1929. Tạp chí cạnh tranh với Forbes và Bloomberg Businessweek trong hạng mục tạp chí kinh doanh quốc gia và nổi bật với tạp chí dài, các bài báo chuyên sâu.
Tạp chí thường xuyên xuất bản các danh sách được xếp hạng, bao gồm Fortune 500, xếp hạng các công ty theo doanh thu được xuất bản hàng năm kể từ năm 1955. Tạp chí này cũng nổi tiếng với Hướng dẫn cho nhà đầu tư Fortune hàng năm.

## Lịch sử
Fortune do Henry Luce, người đồng sáng lập tạp chí Time thành lập năm 1929 với tên gọi "Tạp chí siêu cấp lý tưởng", một ấn phẩm "phân biệt và sang trọng" "một cách sống động miêu tả, giải thích và ghi lại nền văn minh công nghiệp". Briton Hadden, đối tác kinh doanh của Luce, không hào hứng với ý tưởng này - mà ban đầu Luce nghĩ sẽ đặt tên là "Power" - nhưng Luve vẫn giữ chính kiến sau khi Hadden đột ngột qua đời ngày 27 tháng 2 năm 1929.
Vào cuối tháng 10 năm 1929, Sự sụp đổ Phố Wall năm 1929 xảy ra, đánh dấu sự khởi đầu của thời kỳ Đại suy thoái. Trong một bản ghi nhớ gửi cho hội đồng quản trị Time Inc. vào tháng 11 năm 1929, Luce viết: "Chúng tôi sẽ không quá lạc quan. Chúng tôi sẽ nhận ra rằng tình trạng kinh doanh sa sút này có thể kéo dài cả năm." Ấn phẩm ra mắt chính thức vào tháng 2 năm 1930. Biên tập viên lúc này là Luce, quản lý biên tập viên Parker Lloyd-Smith, và giám đốc nghệ thuật Thomas Maitland Cleland. Các bản sao duy nhất của số đầu tiên có giá US$1 (khoảng US$16.22 năm 2021). Một huyền thoại đô thị nói rằng Cleland đã chế nhạo trang bìa của số đầu tiên với giá 1 đô la vì chưa ai quyết định nên bán giá bao nhiêu; tạp chí đã được in trước khi công chúng kịp nhận ra, và khi mọi người nhìn thấy nó, họ nghĩ rằng tạp chí phải thực sự có nội dung đáng giá. Trên thực tế, đã có 30.000 người đăng ký đã đăng ký để nhận số báo đầu dài 184 trang đó. Đến năm 1937, số lượng người đăng ký đã tăng lên 460.000 và tạp chí đã kiếm được nửa triệu đô la lợi nhuận hàng năm.
Ngày 26 tháng 11 năm 2017, có thông báo rằng Meredith Corporation sẽ mua lại Time Inc. trong một thỏa thuận trị giá 2,8 tỷ USD. Việc mua lại được hoàn tất vào ngày 31 tháng 1 năm 2018.
Ngày 9 tháng 11 năm 2018, Tập đoàn Meredith bán Fortune cho tỷ phú Thái Lan Chatchaval Jiaravanon với giá 150 triệu USD.  Jiaravanon có liên kết với Tập đoàn Charoen Pokphand có trụ sở tại Thái Lan, tập đoàn có cổ phần trong lĩnh vực nông nghiệp, viễn thông, bán lẻ, dược phẩm và tài chính.

## Danh sáchFortune
Fortune thường xuyên công bố danh sách xếp hạng. Ví dụ như trong lĩnh vực nhân sự, công ty xuất bản danh sách Công ty tốt nhất để làm việc. Danh sách bao gồm các công ty xếp theo thứ tự doanh thu và hồ sơ doanh nghiệp:
- Fortune 500
- Fortune 1000
- Fortune Global 500
- Fortune India 500
- 40 Under 40
- Những nữ doanh nhân quyền lực nhất Fortune
- 100 công ty tốt nhất để làm
- Những công ty được ngưỡng mộ nhất thế giới
- 100 công ty phát triển nhanh nhất
- Danh sách Kỳ lân
- Doanh nhân của năm
- Change the World
- 50 nhà lãnh đạo vĩ đại nhất thế giới
- The Ledger 40 Under 40
- Future 50
- 100 nơi làm việc tốt nhất cho Thế hệ thiên niên kỷ
- 100 nơi làm việc tốt nhất cho Phụ nữ
- 50 nơi làm việc tốt nhất cho Sinh viện mới ra trường
- Nơi làm việc tốt nhất cho sự đa dạng

## Biên tập viên
Đã có 17 nhà biên tập hàng đầu kể từ khi Fortune hình thành năm 1929. Theo xu hướng loại bỏ vị trí tổng biên tập tại Time Inc. vào tháng 10 năm 2013, danh hiệu biên tập viên hàng đầu đã được thay đổi từ "biên tập viên quản lý" (managing editor) sang "biên tập viên" năm 2014.
- Parker Lloyd-Smith (1929–1931)
- Ralph Ingersoll (1932–1935)
- Eric Hodgins (1935–1937)
- Russell Davenport (1937–1940)
- Richardson Wood (acting; 1940–1941)
- Ralph D. "Del" Paine, Jr. (1941–1953)
- Hedley Donovan (1953–1959)
- Duncan Norton-Taylor (1959–1965)
- Louis Banks (1965–1970)
- Robert Lubar (1970–1980)
- William S. Rukeyser (1980–1986)
- Marshall Loeb (1986–1994)
- Walter Kiechel III (1994–1995)
- John Huey (1995–2001)
- Richard "Rik" Kirkland (2001–2005)
- Eric Pooley (2005–2006)
- Andrew "Andy" Serwer (2006–2014)
- Alan Murray (2014–2017)
- Clifton Leaf (2017 đến nay)[17]